# Pyrrhura lucianii
Il parrocchetto di Deville (Pyrrhura lucianii (Deville, 1851)) è un uccello della famiglia Psittacidae, diffuso in Amazzonia.

## Descrizione
È un pappagallo di media taglia, lungo sino a 22 cm.

## Distribuzione e habitat
L'areale di Pyrrhura lucianii è ristretto allo stato di Amazonas, nel Brasile nord-occidentale.

## Tassonomia
In passato era considerata una sottospecie di Pyrrhura picta; nel 2007 è stata elevata al rango di specie a sé stante.

## Conservazione
La IUCN Red List classifica Pyrrhura lucianii come specie a rischio minimo (Least Concern).